# Орден Святого Антонія (Ефіопія)
Орден Святого Антонія — апокрифічний лицарський орден Ефіопії, що був заснований близно 370 року імператором Ефіопії. Його вручали також й священнослужителям. 

## Історія
Духовне братство та династична нагорода монаршого будинку Ефіопії Орден Святого Антонія, за переказами, було засновано 370 року абіссінським неґусом, відомим в Європі як Пресвітер Іван, на честь Святого Преподобного Антонія Великого. Таким чином, Орден Святого Антонія є найдавнішою духовно-лицарською організацією у світі. 
Орден призначався для посвяти у нього духовенства та ченців. Традиційним середньовічним центром Ордена вважається місто Мерое, біля сучасного Судану. Про існування ордену було відомо у Середньовічній Європі, а зображення знаків ордену можна зустріти у геральдичних довідниках того часу.
1987 був відновлений Коронною Радою Ефіопії в екзилі. Крім священнослужителів Орденом Святого Антонія нагороджуються світські особи за церковні заслуги.
Орден має два ступені:
- Лицарь Великого хреста (KGCA)
- Компаньйон (CA).

Інсиґнія ордену є грецьким хрестом, покритим синьою емаллю і увінчаний імператорською короною. Зірка Ордену восьмипроменева з накладеним хрестом ордену.

Стрічка ордену чорна з широкими темно-синіми смугами з боків.